# Naghadeh
Naghadeh —en persa نقده; en kurd Nexede; en àzeri نقده o سولدوز— és una ciutat de l'Azerbaidjan Iranià, a la província de l'Azerbaidjan Occidental al nord-oest de l'Iran, a la vall del riu Gadir, 23 kilòmetres al sud-est del llac Urmia i a uns 1.300 metres d'altitud, a la riba del riu Bayzava. Al cens del 2006 apareix amb 72.975 habitants. És capçalera d'un comtat avui anomenat comtat de Naghadeh però tradicionalment i popularment conegut com a Sindus (en kurd) o Sulduz (en àzeri).

## Llocs interessants
- Tepe Bashi, antic parc central de la ciutat que se suposa que està sobre un antic castell no excavat
- Qal'a Sindus, petit poble proper que remuntaria al segle IX aC i conservaria el nom de l'estat tribal de Parswa, esmentat pels assiris, especialment sota Salmanasar III (858-824 aC)[2]
- Universitat Payam Noor
- Universitat Azad de Naghadeh